# Agyrta vitrea
Agyrta vitrea là một loài bướm đêm thuộc phân họ Arctiinae, họ Erebidae.